# فريدريك شابمان
فريدريك شابمان (بالإنجليزية: Frederick Chapman)‏ (10 مايو 1883 بنوتنغهام في المملكة المتحدة - 7 سبتمبر 1951 في المملكة المتحدة) هو لاعب كرة قدم بريطاني (وحمل سابقاً جنسية المملكة المتحدة لبريطانيا العظمى وأيرلندا) في مركز الوسط، شارك في الألعاب الأولمبية الصيفية 1908. وشارك مع منتخب المملكة المتحدة الوطني لكرة القدم. أما مع النوادي، فقد لعب مع بورت فايل ونادي برينتفورد ونوتينغهام فورست وأكسفورد سيتي ونادي ساوثال.

## وصلات خارجية
- فريدريك شابمان على موقع الاتحاد الدولي (مؤرشف)  (الإنجليزية)
- فريدريك شابمان على موقع قاعدة بيانات كرة القدم.إي يو (الإنجليزية)
- فريدريك شابمان على موقع أوليمبيديا (الإنجليزية)